# Christopher Draper
Christopher James Draper –conocido como Chris Draper– (Sheffield, 20 de marzo de 1978) es un deportista británico que compitió en vela en la clase 49er. 
Participó en los Juegos Olímpicos de Atenas 2004, obteniendo una medalla de bronce en la clase 49er (junto con Simon Hiscocks).
Ganó cinco medallas en el Campeonato Mundial de 49er entre los años 2002 y 2006, y cinco medallas en el Campeonato Europeo de 49er entre los años 2002 y 2010.

## Palmarés internacional
| \| Juegos Olímpicos \| Juegos Olímpicos \| Juegos Olímpicos \| Juegos Olímpicos \| \| Año \| Lugar \| Medalla \| Clase \| \| ------------------ \| ------------------------ \| ----------------- \| ---------------- \| \| 2004 \| Atenas (Grecia) \| Medalla de bronce \| 49er \| \| Campeonato Mundial \| \| \| \| \| Año \| Lugar \| Medalla \| Clase \| \| 2002 \| Kaneohe (Estados Unidos) \| Medalla de plata \| 49er \| \| 2003 \| Cádiz (España) \| Medalla de oro \| 49er \| \| 2004 \| Atenas (Grecia) \| Medalla de plata \| 49er \| \| 2005 \| Moscú (Rusia) \| Medalla de plata \| 49er \| \| 2006 \| Aix-les-Bains (Francia) \| Medalla de oro \| 49er \| \| Campeonato Europeo \| \| \| \| \| Año \| Lugar \| Medalla \| Clase \| \| 2002 \| Grimstad (Noruega) \| Medalla de plata \| 49er \| \| 2003 \| Laredo (España) \| Medalla de plata \| 49er \| \| 2004 \| Torbole (Italia) \| Medalla de oro \| 49er \| \| 2005 \| Vallensbæk (Dinamarca) \| Medalla de oro \| 49er \| \| 2010 \| Sopot (Polonia) \| Medalla de oro \| 49er \| |                          |                   |       |
| Juegos Olímpicos |                          |                   |       |
| Año | Lugar                    | Medalla           | Clase |
| 2004 | Atenas (Grecia)          | Medalla de bronce | 49er  |
| Campeonato Mundial |                          |                   |       |
| Año | Lugar                    | Medalla           | Clase |
| 2002 | Kaneohe (Estados Unidos) | Medalla de plata  | 49er  |
| 2003 | Cádiz (España)           | Medalla de oro    | 49er  |
| 2004 | Atenas (Grecia)          | Medalla de plata  | 49er  |
| 2005 | Moscú (Rusia)            | Medalla de plata  | 49er  |
| 2006 | Aix-les-Bains (Francia)  | Medalla de oro    | 49er  |
| Campeonato Europeo |                          |                   |       |
| Año | Lugar                    | Medalla           | Clase |
| 2002 | Grimstad (Noruega)       | Medalla de plata  | 49er  |
| 2003 | Laredo (España)          | Medalla de plata  | 49er  |
| 2004 | Torbole (Italia)         | Medalla de oro    | 49er  |
| 2005 | Vallensbæk (Dinamarca)   | Medalla de oro    | 49er  |
| 2010 | Sopot (Polonia)          | Medalla de oro    | 49er  |